# Ортнек
Ортнек (словен. Ortnek) — поселення в общині Рибниця, регіон Південно-Східна Словенія, Словенія.